# 富源県
富源県（ふげん-けん）は、中華人民共和国雲南省曲靖市に位置する県。

## 歴史
中華人民共和国発足後の1954年に清朝から中華民国に引き継がれた県名であった平彝県が富源県へ改められた。この改称は少数民族に対する「平定」を意味した地名を縁起の良い意味を持つ好字地名に変更したもので、諸民族平等を旨とする当時の人民政府が多民族国家体制に即した地名に改めるよう政務院が指示したものだった。

## 行政区画
下部に2街道、9鎮、1民族郷を管轄する。
- 街道
  - 中安街道、勝境街道
- 鎮
  - 後所鎮、墨紅鎮、大河鎮、営上鎮、竹園鎮、富村鎮、黄泥河鎮、老廠鎮、十八連山鎮
- 民族郷
  - 古敢スイ族郷

## 交通

### 鉄道
- 中国鉄路総公司
  - 滬昆旅客専用線

（昆明方面）- 富源北駅 -（貴陽方面）
  - 南昆線

（昆明方面）- 大田辺駅 -（南寧方面）
  - 盤西線

（沾益方面）- 車転湾駅 - 羊尾哨駅 - 富源駅 -（紅果方面）

### 道路
- 高速道路
  - 滬昆高速道路
- 国道
  - G320国道